# EuroBasket de 1999
O EuroBasket 2001 foi a trigésima primeira edição da competição continental organizada pela FIBA Europa. Serviu como classificatório para os Jogos Olímpicos de Verão de 2000 em Sydney, desta forma classificou Itália, Espanha, Iugoslávia, França, Lituânia e Rússia.

## Sedes

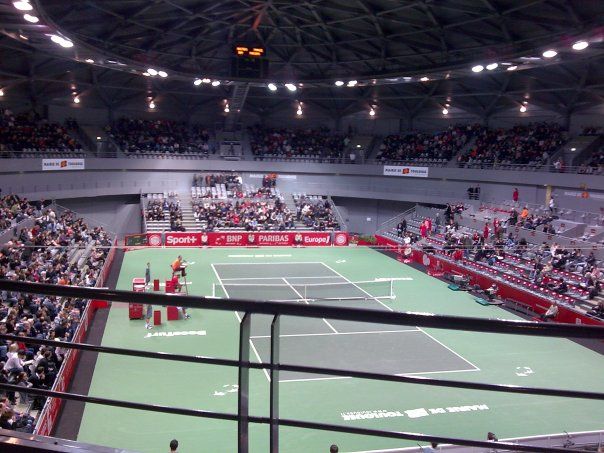
Palais des sports André-Brouat Toulouse (4.100)
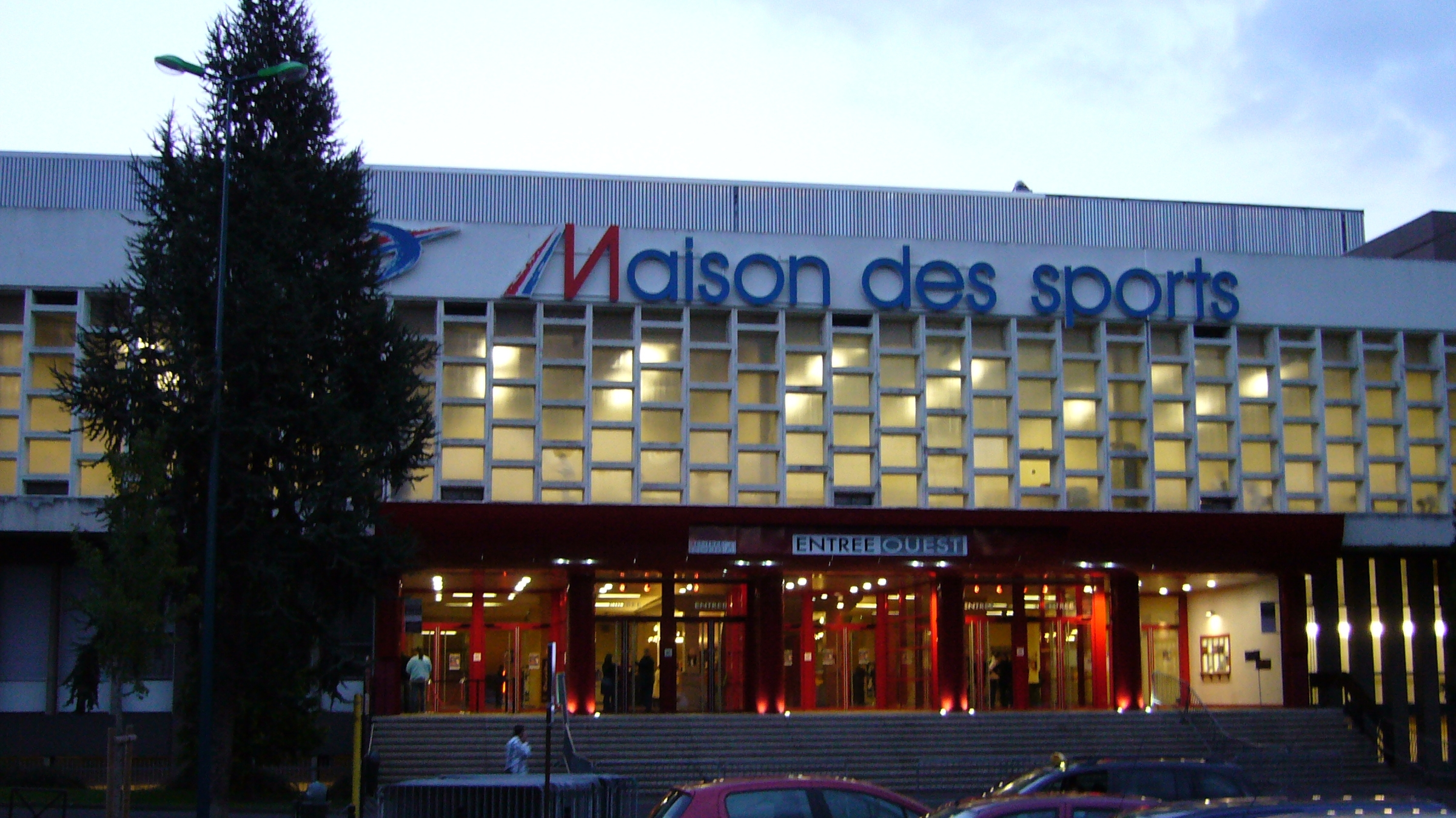
Maison des Sports de Clermont-Ferrand Clermont-Ferrand (5.000)
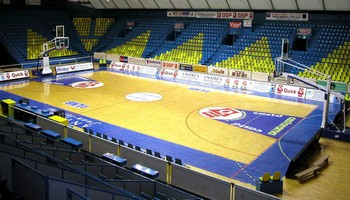
Salle Jean-Bunoz Antibes (5.000)
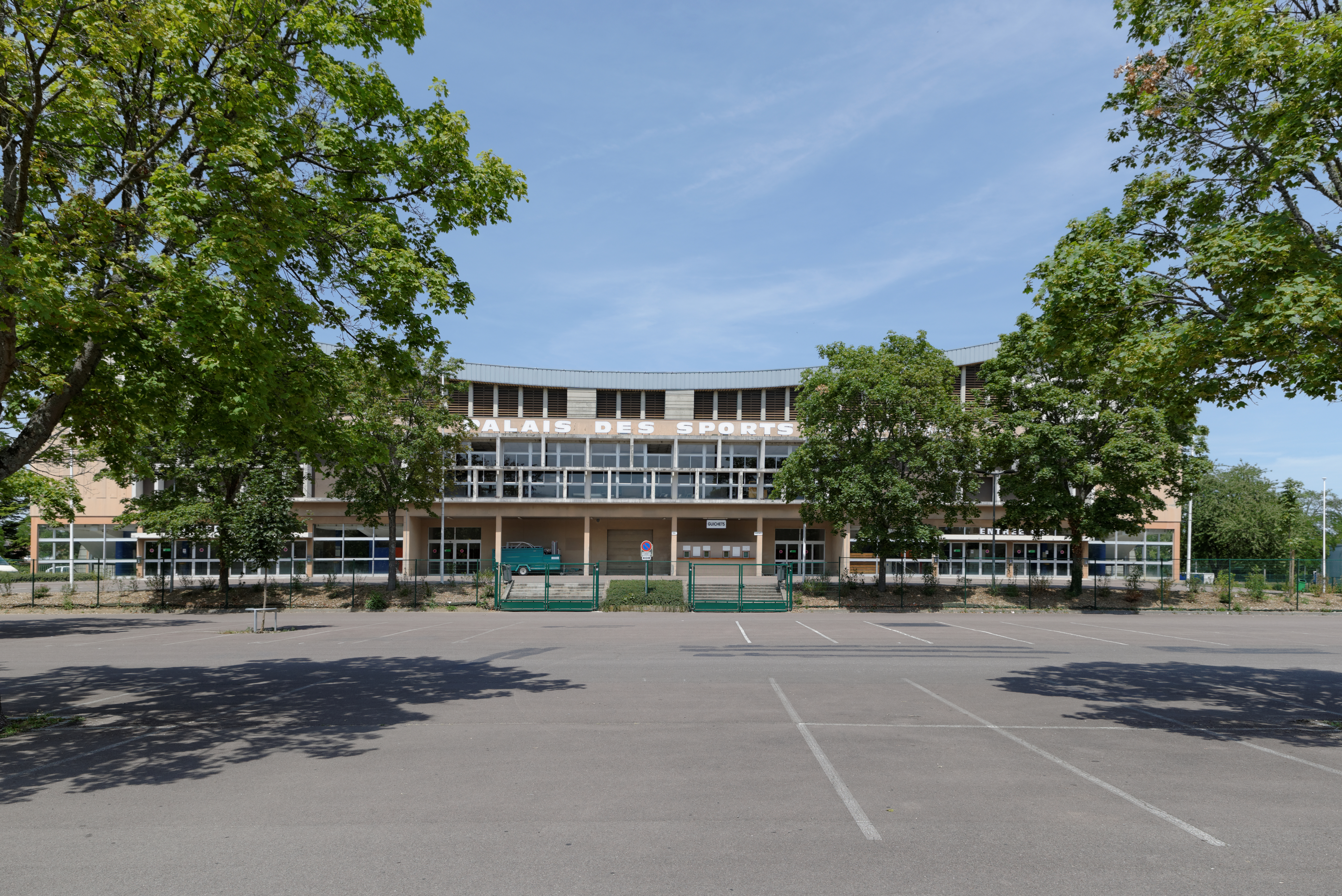
Palais des sports Jean-Michel-Geoffroy de Dijon Dijon (4.628)
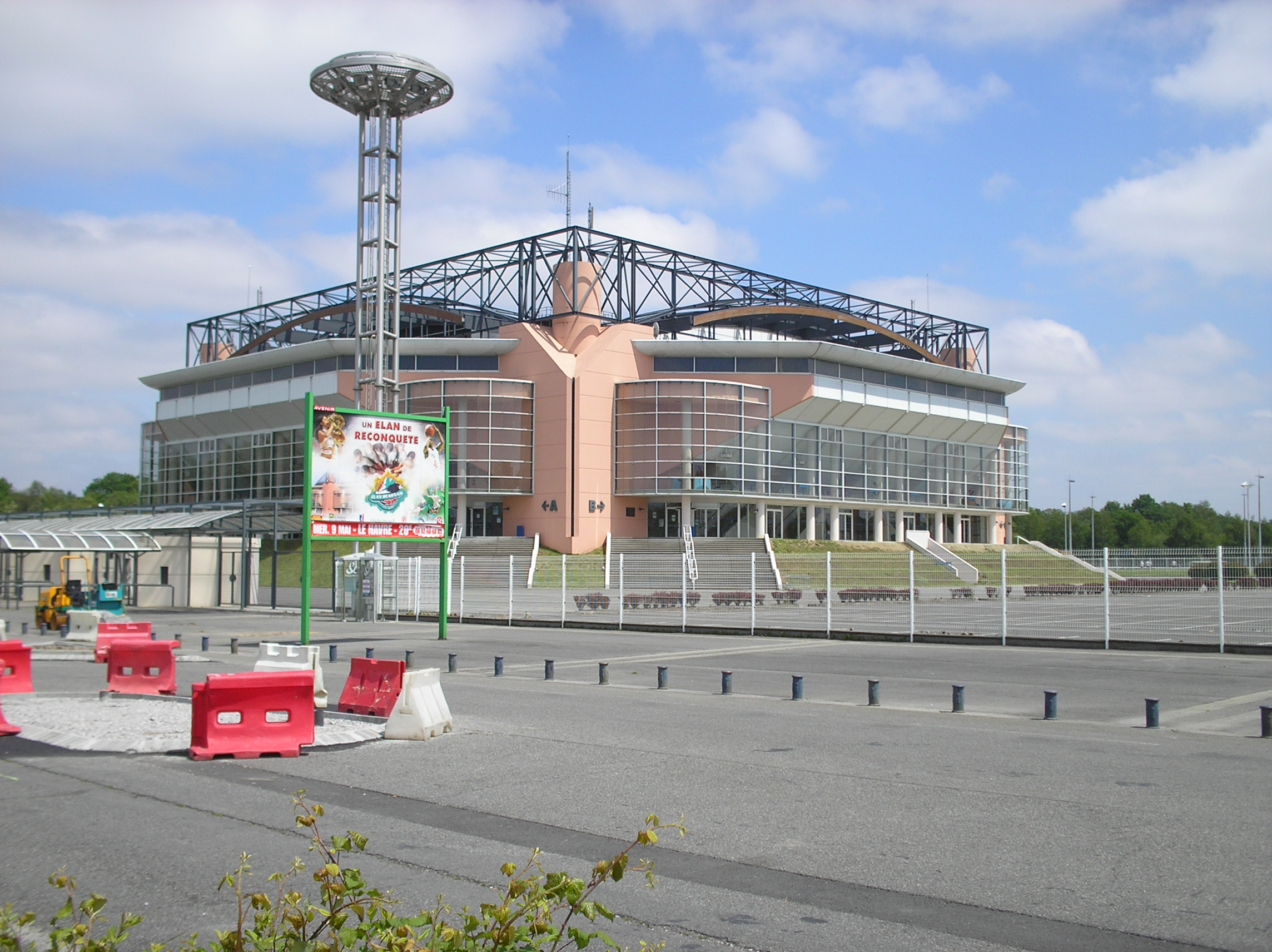
Palais des Sports de Pau Pau (7.600)
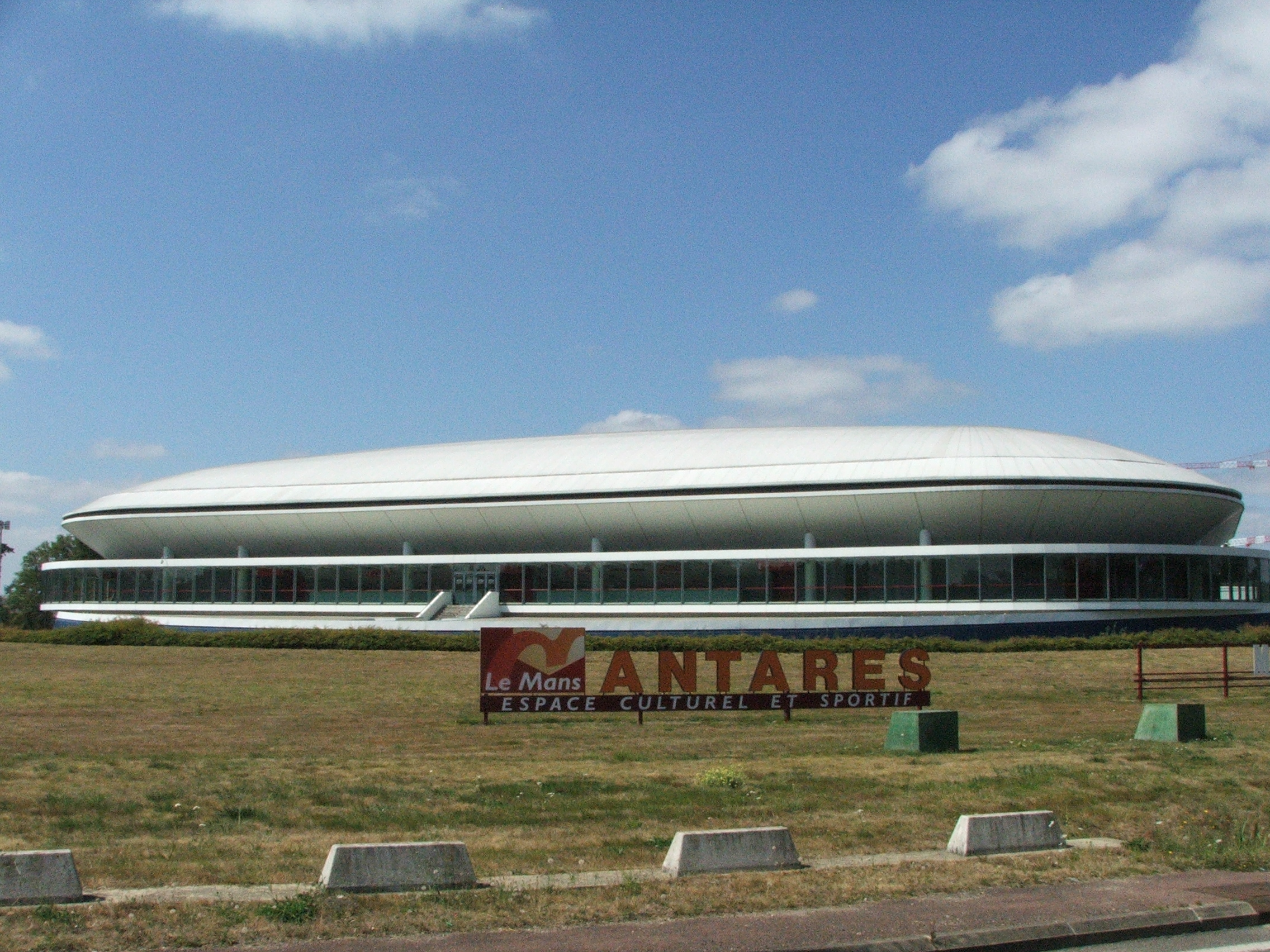
Antarès Le Mans (6.025)